# Reldia minutiflora
Reldia minutiflora là một loài thực vật có hoa trong họ Tai voi. Loài này được (L.E. Skog) L.P. Kvist & L.E. Skog miêu tả khoa học đầu tiên năm 1989.